# ボールドノブ (アーカンソー州)
ボールドノブ（英: Bald Knob）は、アメリカ合衆国のアーカンソー州、ホワイト郡にある都市。人口は2000年国勢調査の時点で3210人。オザーク高原とアーカンソー・デルタの合流点に位置する。州で一番のイチゴの産地で、母の日がある週末には毎年ストロベリー・フェストが催される。かつては世界一のイチゴ産地と言われた。

## 地理
国勢調査局によると総面積は11.8平方キロ（4.6平方マイル）で、うち11.6平方キロ（4.5平方マイル）が陸地、1.32%にあたる0.2平方キロ（0.1平方マイル）が水域となっている。

## 人口動態
2000年の国勢調査時点で、この市には3210人、1257世帯、878家族が暮らしている。人口密度は1平方キロあたり276.0人で、平方マイルに換算すると715.5人となる。住居数は1395軒で、1平方キロに平均120.0軒（1平方マイルあたりでは311.0軒）が建っていることになる。住民のうち白人は89.91%、アフリカ系は6.07%、ネイティブ・アメリカンは0.62%、アジア系は0.59%、太平洋諸島系は0.03%、その他の人種は1.21%、混血は1.56%、ヒスパニック（ラテン系）は3.18%を占める。
1257世帯のうち33.3%は18歳未満の子どもと暮らしており、51.9%は夫婦で生活している。13.5%は未婚の女性が世帯主であり、30.1%は家族以外の住人と同居している。26.7%が独り身世帯で、15.1%を独居老人の世帯が占める。1世帯あたりの平均構成人数は2.55人、家庭の平均構成人数は3.08人である。
住民のうち27.2%が18歳未満の未成年、10.3%が18歳以上24歳以下、27.8%が25歳以上44歳以下、20.5%が45歳以上64歳以下、14.2%が65歳以上となっており、平均年齢は34歳である。女性100人に対して男性が92.0人いる一方、18歳以上の女性100人に対しては87.9人いる。
一世帯あたりの平均収入は2万6970米ドル、家族ごとでは3万6500米ドルである。男性の平均収入は2万7978米ドル、女性の平均収入は1万9000米ドルで、労働者でない人々も含めた住民一人当たりの収入は1万3218米ドルとなる。総人口の16.5%、家族の10.4%、18歳未満の子どもの22.7%、および65歳以上の高齢者の20.0%は貧困線以下の収入で生計を立てている。

## 教育
ボールドノブには一つの学区が置かれ、幼稚園から第12学年までの教育が受けられる。学校色は青、白、グレーで、マスコットはブルドッグである。